# Sars-cov-2 delta
Sars-cov-2 delta, tidigare även variant B.1.617 eller G/452R.V3, eller den indiska dubbelmutationen, är en variant av sars-cov-2, viruset som orsakar covid-19. Varianten upptäcktes i Maharashtra i Indien den 5 oktober 2020.

## Nomenklatur
Namnet "dubbelmutation" hänvisar till B.1.617:s mutationer i genen som kodar om SARS-CoV-2 spikeproteinet, som orsakar en substitution med mutationerna E484Q och L452R. Den är identifierad att använda 21A-kladen i Nextstrains fylogenetiska klassificeringssystem.
Användandet av termen "dubbelmutation" har kritiserats av infektionsforskare runt om i världen eftersom SARS-CoV-2 är i ett tillstånd där ständig mutation sker och många olika mutationer förekommer på olika platser runt om i världen. Även i Sverige har benämningen kritiserats.